# Maison de Nikola Pašić
La maison de Nikola Pašić (en serbe cyrillique : Кућа Николе Пашића ; en serbe latin : Kuća Nikole Pašića) est située à Belgrade, la capitale de la Serbie, dans la municipalité urbaine de Stari grad. Construite en 1872, elle est inscrite sur la liste des biens culturels de la Ville de Belgrade.

## Présentation
La maison de Nikola Pašić, située 21 rue Francuska, a été construite en 1872 pour le marchand Džanga comme une modeste demeure familiale. Elle a été achetée en 1893 par Nikola Pašić, homme politique et homme d'État, qui y a vécu jusqu'à sa mort en 1926.
La maison a pris son apparence actuelle en 1921 lors d'une reconstruction totale selon des plans de son propriétaire et de l'ingénieur Marijan Vujović. Le bâtiment, qui, à l'origine, était caractéristique d'une maison résidentielle de la seconde moitié du XIXe siècle, a pris la forme d'une bâtisse de style académique, plus conforme aux exigences des propriétaires de l'entre-deux-guerres.
En 1936, une plaque commémorative en marbre a été placée sur la maison, en mémoire d'une des personnalités les plus importantes de l'histoire de la Serbie, qui fut premier ministre, chef du Parti radical, président de l'Assemblée nationale et président du conseil des ministres, maire de Belgrade et ambassadeur de Serbie en Russie. La maison revêt toute son importance en raison de la personnalité de son propriétaire mais elle constitue en plus un document sur le style de vie d'une puissante famille bourgeoise de son temps.